# وذرف
هي إحدى مدن ولاية قابس بالجنوب التونسي وتقع تحديدا حوالي 15 كلم شمال مدينة قابس.
تمتاز مدينة وذرف بتنوع تراثها الثقافي والحضاري ويمتد تاريخها إلى العصر البونيقي، كما تشتهر بواحتها الممتدة ولكن ما تعرف به وذرف أكثر
هو بالتأكيد صناعة المرقوم.
فمرقوم وذرف ذو الجذور البربرية والألوان الزاهية والرقمات المتنوعة يتميز عن باقي الصناعات التقليدية الأخرى بربوع الجنوب التونسي.
حسب نتائج التعداد العام للسكان والسكنى لسنة 2004 بلغ عدد السكان حوالي 9000 ساكن وبلغ عدد المنازل حوالي 2300.و الجدير بالذكر ان وذرف إحدى بلديات الجمهورية التونسية التي لم تعتمد على الدولة في بنيتها التحتية حيث حرمت من أي إنجاز وان جل مرافقها هي من الاموال الخاصة لاهل وذرف وعلى سبيل المثال لا الحصر... المستشفى المحلي بوذرف... إعدادية وذرف... الجوامع... تحسين البنية في المدرسة الابتدائية سيدي عبد الرحمان جزء من معهد بن خلدون والعديد من المرافق الأخرى... وقد تميز في هذا المجال خاصة رجل الأعمال محمد بن قايد.
من أبنائها :
اشتهرت وذرف بانجابها للعديد من الكفاءات في جميع مجالات الحياة من الطب إلى الهندسة ومن التعليم إلى العلوم الدينية ومن الأعمال إلى الفنون ومنهم على سبيل الذكر لا الحصر:
- الدكتور محمد التومي عميد كلية الزيتونة سابقا،
- المعلم علي الصغير  وهو قدوة في الدين وأحد طلبة الزيتونة.
- الدكتور محمد جمال عضو المجلس الأعلى الإسلامي بالجمهورية التونسية
- الجنرال أحمد شابير مدير عام الأمن العسكري وعين لاحقا مديرا عاما للأمن الوطني
- الدكتورة كثوم حسين استاذة العلوم البيولوجية والايكولوجية البحرية والباحثة التونسية على الميدالية الذهبية لجائزة رمال لسنة 2015

كما يشهد التاريخ للبلدة مساهمتها في الحركة الوطنية ومقارعة الاستعمار وانجبت عديد المناضلين منهم
- الشهيد علي الفرجاني الذي شارك في مظاهرات 9 أفريل 1938 بتونس العاصمة وكان أوّل من أطلق النار فقتل ضابطا وجنديا فرنسيين حسب إحدى الجرائد التونسية الصادرة سنة 1972 تحت عنوان «9 افريل علي الفرجاني أحد ابطالها المجهولون» وحوكم بـ20سنة أشغال شاقة وتم نفيه للجزائر أين توفي ودفن في 23 جويلية 1943. و تفخر جمعية شبيبة وذرف بانجابها لعديد اللاعبين الممتازين في كرة القدم :
- طارق ثابت لاعب ومدرب وطني سابق
- العيادي الحمروني لاعب وطني سابق
- علي الزيتوني لاعب وطني سابق

أصبحت في يونيو 2020 بمقتضى أمر حكومي صادر عن رئيس الحكومة إلياس الفخفاخ معتمدية تابعة لولاية قابس.